# Abdel Aziz al-Khair
Abdul-Aziz al-Khair (en arabe : عبدالعزيز الخير, également transcrit Abd al-Aziz al-Kheir ou Abdelaziz Al-Khayer), né en 1952 dans le gouvernorat de Lattaquié, issu de la communauté alaouite, est un médecin et intellectuel syrien. Militant pacifiste, il est une figure éminente de l'opposition communiste en Syrie. Il est porté disparu depuis le 20 septembre 2012, très probablement arrêté par les services secrets du régime Assad.

## Carrière et militantisme politique
Abdelaziz Al-Khair naît dans une famille de propriétaires terriens alaouites syriens pendant la République syrienne (1946-1963). La famille s'installe autour de Lattaquié et est également présente à Qardaha, le village natal du clan el-Assad au pouvoir. Il étudie la médecine à l'Université de Damas dont il est diplômé en 1982. Avec d'autres groupes radicaux tels que le PSNS, le communisme était populaire parmi les militants politiques de la minorité alaouite. Après avoir rejoint le parti Baas, al-Khair devient membre du Parti d'action communiste syrien, qui a été fondé en 1976 après que le parti Baas sous la direction du président Hafez el-Assad avait coopté plusieurs groupes de gauche, marxistes et socialistes, dans le Front national progressiste.
Direction du Parti communiste
Parmi les camarades d'Abdelaziz al-Khair figuraient les dirigeants communistes Fateh Jamous et Akram al-Bunni. Haytham Manna, l'un de ses amis d'enfance, devient également un éminent militant de l'opposition syrienne. Après des années de clandestinité, al-Khair a été arrêté et torturé à plusieurs reprises en 1992, pour son activisme politique et condamné à 22 ans de prison. Après la période de réforme du président Bachar al-Assad connue sous le nom de Printemps de Damas, al-Khair est libéré en 2005.
Sous la direction d'al-Khair, le Parti travailliste communiste syrien rejoint la Déclaration de Damas, une déclaration conjointe de plusieurs intellectuels et militants de l'opposition syrienne publiée en 2005 et demandant la fin du régime autoritaire en Syrie. Après que des militants de l'opposition et des membres du parti aient été persécutés et arrêtés, le parti se retire de la déclaration en 2007.
En 2007, al-Khair participe à la fondation d'une « Assemblée marxiste de gauche unie », qui comprend également plusieurs autres groupes de gauche tels que le Parti communiste syrien unifié, le Parti de la gauche kurde, et le Parti populaire démocratique syrien de Riad al-Turk.
Disparition forcée en 2012
En juin 2011, après le début du soulèvement populaire syrien qui évoluera en guerre civile, al-Khair rejoint le Comité national de coordination pour le changement démocratique, qui comprend14 partis politiques, plusieurs initiatives de partis et des personnalités indépendantes de l'opposition syrienne non armée.
En septembre 2012, Abdelaziz al-Khair se rend en Chine pour discuter de la crise syrienne avec Yang Jiechi, ministre chinois des Affaires étrangères et membre du Politburo. Selon des porte-parole du Comité national de coordination nationale, al-Khair et un autre membre exécutif du Comité, Eyas Ayyash, arrivent à l'aéroport international de Damas dans la soirée du 20 septembre 2012 et montent dans une voiture. Ils sont suivis par des agents de sécurité syriens et ne n'arrivent jamais à destination à Damas, selon le porte-parole cité par Reuters. Le fils d'al-Khair, venu le chercher à l'aéroport, ainsi qu'un autre militant, Maher Tahan, sont également portés disparus depuis ce jour. Les arrestations ont lieu « malgré des garanties russes et iraniennes » : le vice-ministre russe des affaires étrangères Mikhail Bogdanov avait affirmé que l’ambassadeur russe en Syrie les attendait lui-même à l’aéroport de Damas. Depuis cette date, Al-Khair a disparu dans les prisons du régime, qui a, de manière habituelle, toujours nié le détenir.
Al-Khair aurait pu être arrêté parce qu'il avait tenté de convaincre les gouvernements russe et chinois, tous deux considérés comme des partisans du président Assad, de faire pression sur le gouvernement syrien pour qu'il mette en œuvre des réformes politiques et une solution pacifique au conflit en cours.
En juillet 2013, le Comité réfute les informations selon lesquelles al-Khair serait mort en détention dans les services de renseignement syriens, des suites de tortures ou d'un cancer. En janvier 2014, le Représentant conjoint des Nations unies pour la Syrie, Lakhdar Brahimi, publie une déclaration dans laquelle il affirme connaître personnellement al-Khair, mais qui ne sait pas ce qui est arrivé à al-Khair depuis son arrestation "en plein jour".
Cependant, la disparition d'al-Khair est considérée comme une "phase critique" qui a affecté le Comité national de coordination en tant qu'organe d'opposition en Syrie. Il n'a pas participé à la délégation de l'opposition aux pourparlers de paix de Genève II pour la Syrie en 2014.

## Famille
Al-Khair est l'époux de la militante des droits humains Fadwa Mahmoud. Elle a cofondé l'organisation Families for Freedom qui milite pour la libération des détenus et victimes de disparition forcée en Syrie, tant celles détenues par le régime syrien que celles détenues par d'autres groupes armés. Ils ont deux fils, l'un d'eux, Maher a disparu le même jour que lui.